# Entelehie
Entelehie (din greacă entelechia) este un concept filosofic al lui Aristotel și ar însemna stare de împlinire sau desăvârșire, actualitate.
Aristotel folosește entelecheia ca un corespondent pentru energeia. Starea de funcționare (energeia) "tinde spre" starea de împlinire (en-telecheia). Entelehia apare ca o inteligență supremă, ca un spirit universal, ca o gândire care imprimă universului un scop final.
Acest concept a ocupat o poziție centrală în metafizica lui Leibniz, și a fost relatată în monadologia sa.